# نيسرية حيوانية
نيسرية حيوانية (الاسم العلمي: Neisseria animalis) هي نوع من البكتيريا تتبع جنس النيسرية من فصيلة نظيرات النيسرية.